# Sedum raramuri
Sedum raramuri är en fetbladsväxtart som beskrevs av J.Metzg.. Sedum raramuri ingår i Fetknoppssläktet som ingår i familjen fetbladsväxter. Inga underarter finns listade i Catalogue of Life.